# علي أمين غاندابور
علي أمين خان غاندابور سياسي باكستاني يشغل منصب الوزير الاتحادي الحالي لشؤون كشمير وجيلجيت بالتستان منذ 5 أكتوبر 2018. وهو عضو في المجلس الوطني الباكستاني منذ أغسطس 2018.
كان عضوًا في مجلس مقاطعة خيبر بختونخوا في الفترة من 2013 إلى 2018، وشغل منصب وزير مقاطعة خيبر بختونخوا للإيرادات لنفس الفترة الزمنية.